# Neohenricia
Neohenricia là chi thực vật có hoa trong họ Aizoaceae.